# Basisperma lanceolata
Basisperma lanceolata är en myrtenväxtart som beskrevs av Cyril Tenison White. Basisperma lanceolata ingår i släktet Basisperma och familjen myrtenväxter. Inga underarter finns listade i Catalogue of Life.